# 2016 en bande dessinée
| Années de la bande dessinée : 2013 - 2014 - 2015 - 2016 - 2017 - 2018 - 2019    |
| Décennies de la bande dessinée : 1980 - 1990 - 2000 - 2010 - 2020 - 2030 - 2040 |

Cet article présente les faits marquants de l'année 2016 en bande dessinée.

## Événements
- Du 28 au 31 janvier : 43e festival d’Angoulême, le grand prix est attribué à Hermann qui présidera l'édition 2017 ;
- Du 12 au 14 août : 90e Comiket à Tokyo (Japon) ;
- du 26 au 28 août : 28e festival de Solliès-Ville, le grand prix est attribué à David B. ;
- du 30 septembre au 2 octobre puis du 8 au 9 octobre : Formula Bula à Paris ;
- du 1er au 2 octobre : les Rencontres Chaland à Nérac accueillent Loustal comme invité d'honneur ;
- du 6 au 9 octobre : New York Comic Con, convention de fans annuelle consacrée à la bande dessinée, aux romans graphiques, à l’anime, au manga, aux jeux vidéo, aux jouets, aux films, et à la télévision ;
- du 28 au 30 octobre : 36e Quai des Bulles à Saint-Malo, le grand prix de l'affiche est attribué à Michel Plessix ;
- du 28 octobre au 1er novembre : Lucca Comics and Games, festival de la bande dessinée, du cinéma d'animation, de l'illustration et du jeu qui se tient à Lucques (Italie) ;
- du 18 au 20 novembre : 33e bd BOUM à Blois, le grand boum est décerné à Jean Solé.
- Du 29 au 31 décembre : 91e Comiket à Tokyo (Japon) ;

## Nouveaux albums
Voir aussi : Albums de bande dessinée sortis en 2016

### Franco-belge
| Sortie    | Titre                                                                        | Scénariste                                   | Dessinateur                    | Coloriste                       | Éditeur            |
| --------- | ---------------------------------------------------------------------------- | -------------------------------------------- | ------------------------------ | ------------------------------- | ------------------ |
| janvier   | Yin et le Dragon t.1 Les Écailles d'Or                                       | Richard Marazano                             | Xu Yao                         |                                 | Rue de Sèvres      |
| janvier   | Azimut t. 3 : Les anthropotames du Nihil                                     | Wilfrid Lupano                               | Jean-Baptiste Andréae          | Jean-Baptiste Andréae           | Vents d'Ouest      |
| janvier   | Breizhskin                                                                   | Dav Guedin                                   | Craoman                        | Dav Guedin                      | Ankama             |
| janvier   | Pouvoirpoint                                                                 | Erwann Surcouf                               | Erwann Surcouf                 | Erwann Surcouf                  | Vide Cocagne       |
| janvier   | The Grocery t. 4                                                             | Aurélien Ducoudray                           | Guillaume Singelin             | Guillaume Singelin              | Ankama             |
| janvier   | Commando Culotte                                                             | Mirion Malle                                 | Mirion Malle                   | Mirion Malle                    | Ankama             |
| janvier   | Maudit Manoir t. 1 : L’Ouvre-boîte infernal                                  | Paul Martin                                  | Manu Boisteau                  | Delphine Chédru                 | Casterman          |
| janvier   | Les Cahiers d'Esther t. 1 : Histoires de mes dix ans                         | Riad Sattouf                                 | Riad Sattouf                   | Riad Sattouf                    | Allary Éditions    |
| janvier   | Une aventure du Signor Leone - Zé                                            | Jean-Pierre Duffour                          | Jean-Pierre Duffour            | Jean-Pierre Duffour             | Les Machines       |
| février   | Clifton t. 22 : Clifton et les gauchers contrariés                           | Zidrou                                       | Turk                           | Kaël                            | Le Lombard         |
| février   | Dofus : Julith & Jahash t. 1                                                 | Tot                                          | Ancestral Z                    | Arnaud Moritz et Lousia Boubziz | Ankama             |
| février   | Kiki et Aliène t. 3 : Le Plein de vitamines                                  | Paul Martin                                  | Nicolas Hubesch                | Nicolas Hubesch                 | BD Kids            |
| mars      | Mickey’s Craziest Adventures                                                 | Lewis Trondheim                              | Nicolas Keramidas              | Brigitte Findakly               | Glénat             |
| mars      | Une mystérieuse mélodie, ou Comment Mickey rencontra Minnie                  | Cosey                                        | Cosey                          | Cosey                           | Glénat             |
| mars      | Chlorophylle et le Monstre des Trois Sources                                 | Jean-Luc Cornette                            | René Hausman                   | René Hausman                    | Le Lombard         |
| mars      | L'Odeur des garçons affamés                                                  | Loo Hui Phang                                | Frederik Peeters               | Frederik Peeters                | Casterman          |
| avril     | La Jeunesse de Thorgal t. 4 : Berserkers                                     | Yann                                         | Roman Surzhenko                | Roman Surzhenko                 | Le Lombard         |
| avril     | Lucky Luke (vu par…) t. 1 : L’Homme qui tua Lucky Luke                       | Matthieu Bonhomme                            | Matthieu Bonhomme              | Matthieu Bonhomme               | Lucky Comics       |
| avril     | Un maillot pour l’Algérie                                                    | Bertrand Galic, Kris                         | Javi Rey                       | Javi Rey                        | Dupuis             |
| avril     | Ô vous, frères humains                                                       | Luz                                          | Luz                            | N&B                             | Futuropolis        |
| avril     | Lisa de la Nasa                                                              | Léo Louis-Honoré                             | Léo Louis-Honoré               | Léo Louis-Honoré                | FLBLB              |
| avril     | Black Dog                                                                    | Jean-Claude Götting                          | Loustal                        | Loustal                         | Casterman          |
| avril     | Un prince à croquer t. 4 : Dessert                                           | Patricia Lyfoung                             | Patricia Lyfoung               | Fleur D.                        | Delcourt           |
| avril     | Survivants - Anomalies quantiques, Épisode 4                                 | Leo                                          | Leo                            | Leo                             | Dargaud            |
| avril     | La Légèreté                                                                  | Catherine Meurisse                           | Catherine Meurisse             | Catherine Meurisse              | Dargaud            |
| mai       | L’Adoption                                                                   | Zidrou                                       | Arno Monin                     | Arno Monin                      | Bamboo             |
| mai       | La Rose écarlate - Missions t. 4 : La Dame en rouge 2/2                      | Patricia Lyfoung                             | Mister Choco Man et Jenny      | Philippe Ogaki                  | Delcourt           |
| mai       | Ekhö monde miroir t.5 : Le Secret des Preshauns                              | Christophe Arleston                          | Alessandro Barbucci            | Nolwenn Lebreton                | Soleil Productions |
| juin      | De rien                                                                      | Geoffroy Monde                               | Geoffroy Monde                 | Geoffroy Monde                  | Delcourt           |
| septembre | Et si la France avait continué la guerre - Le sursaut t. 2                   | Jean-Pierre Pécau                            | Jovan Ukropina                 | Tanja Cinna                     | Soleil Productions |
| juin      | XIII t. 24 : L’Héritage de Jason Mac Lane                                    | Yves Sente                                   | Youri Jigounov                 | Bérengère Marquebreucq          | Dargaud            |
| juin      | Le Spirou de… t. 9 : Fantasio se marie                                       | Benoît Feroumont                             | Benoît Feroumont               | Christelle Coopman              | Dupuis             |
| juin      | Les Ogres-Dieux t. 2 : Demi-Sang                                             | Hubert                                       | Bertrand Gatignol              |                                 | Soleil Productions |
| juin      | Le Rapport de Brodeck t. 2 : L’Indicible                                     | Manu Larcenet                                | Manu Larcenet                  | N&B                             | Dargaud            |
| juillet   | Dofus : Julith & Jahash t. 2                                                 | Tot                                          | Ancestral Z                    |                                 | Ankama             |
| juillet   | Les Dessous de Dofus                                                         | Mary Pumpkins                                | Mary Pumpkins                  |                                 | Ankama             |
| août      | Les trois fantômes de Tesla T.1 le Mystère Chtokavien                        | Richard Marazano                             | Guilhem                        |                                 | Le Lombard         |
| août      | Dofus Pets t. 2 : La Guerre des laids-poils                                  | Mig, Waltch                                  | Waltch                         |                                 | Ankama             |
| août      | Coquelicots d'Irak                                                           | Brigitte Findakly                            | Lewis Trondheim                | Brigitte Findakly               | L'Association      |
| août      | L’Anniversaire de Kim Jong-il                                                | Aurélien Ducoudray                           | Mélanie Allag                  | Mélanie Allag                   | Delcourt           |
| août      | Maggy Garrisson, t. 3 : Je ne voulais pas que ça finisse comme ça            | Lewis Trondheim                              | Stéphane Oiry                  | Stéphane Oiry                   | Dupuis             |
| août      | La Forêt des Renards pendus                                                  | Nicolas Dumontheuil                          | Nicolas Dumontheuil            | N&B                             | Futuropolis        |
| août      | La Différence invisible                                                      | Julie Dachez                                 | Mademoiselle Caroline          |                                 | Delcourt           |
| septembre | Shangri-La                                                                   | Mathieu Bablet                               | Mathieu Bablet                 | Mathieu Bablet                  | Ankama Éditions    |
| septembre | Pereira prétend                                                              | Pierre-Henry Gomont d'après Antonio Tabucchi | Pierre-Henry Gomont            | Pierre-Henry Gomont             | Sarbacane          |
| septembre | Kobane Calling                                                               | Zerocalcare                                  | Zerocalcare                    | N&B                             | Cambourakis        |
| septembre | Fin de la parenthèse                                                         | Joann Sfar                                   | Joann Sfar                     | Brigitte Findakly               | Rue de Sèvres      |
| septembre | Mort aux vaches                                                              | Aurélien Ducoudray                           | François Ravard                | N&B                             | Futuropolis        |
| septembre | Quand viennent les bêtes sauvages                                            | Nicole Augereau                              | Nicole Augereau                | N&B                             | FLBLB              |
| septembre | S’enfuir - Récit d’un otage                                                  | Guy Delisle                                  | Guy Delisle                    | Guy Delisle                     | Dargaud            |
| septembre | Martha & Alan                                                                | Emmanuel Guibert                             | Emmanuel Guibert               | Emmanuel Guibert                | L'Association      |
| septembre | Jeux d'ombres - Gazi ! t. 1                                                  | Loulou Dédola                                | Merwan Chabane                 |                                 | Glénat             |
| septembre | Le Tribut                                                                    | Benjamin Legrand                             | Jean-Marc Rochette             | Jean-Marc Rochette              | Cornélius          |
| septembre | Culottées t. 1                                                               | Pénélope Bagieu                              | Pénélope Bagieu                | Pénélope Bagieu                 | Gallimard          |
| septembre | Louve t. 6 : La Reine des Alfes noirs                                        | Yann                                         | Roman Surzhenko                | Roman Surzhenko                 | Le Lombard         |
| septembre | Sambre t. 7 : Fleur de pavé                                                  | Yslaire                                      | Yslaire                        | Yslaire                         | Glénat             |
| septembre | Les Voyages d'Ulysse                                                         | Sophie Michel                                | Emmanuel Lepage et René Follet | Emmanuel Lepage et René Follet  | Daniel Maghen      |
| octobre   | Un bruit étrange et beau                                                     | Zep                                          | Zep                            | Zep                             | Rue de Sèvres      |
| octobre   | Chronosquad t. 1 : Lune de miel à l'âge du bronze                            | Giorgio Albertini                            | Grégory Panaccione             | Grégory Panaccione              | Delcourt           |
| octobre   | L'Arabe du futur t. 3 : Une jeunesse au Moyen-Orient (1985-1987)             | Riad Sattouf                                 | Riad Sattouf                   | Riad Sattouf                    | Allary             |
| octobre   | Le Spirou de… t. 10 : La Lumière de Bornéo                                   | Zidrou                                       | Frank Pé                       | Cerise                          | Dupuis             |
| octobre   | Autel California t. 2 Face B : Blue Moon                                     | Nine Antico                                  | Nine Antico                    | N&B                             | L'Association      |
| octobre   | La Rose écarlate t. 12 : Tu m’as ouvert les yeux                             | Patricia Lyfoung                             | Patricia Lyfoung               | Fleur D. et Philippe Ogaki      | Delcourt           |
| octobre   | Dans la forêt sombre et mystérieuse                                          | Winshluss                                    | Winshluss                      | Winshluss                       | Gallimard          |
| octobre   | Otto, l’homme réécrit                                                        | Marc-Antoine Mathieu                         | Marc-Antoine Mathieu           | N&B                             | Delcourt           |
| octobre   | La Jeunesse de Mickey                                                        | Tébo                                         | Tébo                           | Tébo                            | Glénat             |
| novembre  | Unkungfu                                                                     | Daniel Selig                                 | Daniel Selig                   | N&B                             | FLBLB              |
| novembre  | Les Aventures de Lucky Luke t. 7 : La Terre promise                          | Jul                                          | Achdé                          | Dave Meikis                     | Dargaud            |
| novembre  | Thorgal t. 35 : Le Feu écarlate                                              | Xavier Dorison                               | Grzegorz Rosiński              | Grzegorz Rosiński               | Le Lombard         |
| novembre  | Les trois jours qui ont changé le monde t. 1 Premier jour                    | Alexandre Géraudie                           | Alexandre Géraudie             | N&B                             | FLBLB              |
| novembre  | Seuls t. 10 : La Machine à démourir                                          | Fabien Vehlmann                              | Bruno Gazzotti                 | Usagi                           | Dupuis             |
| novembre  | Les Nouvelles Enquêtes de Ric Hochet t. 2 : Meurtres dans un jardin français | Zidrou                                       | Simon Van Liemt                | François Cerminaro              | Le Lombard         |
| novembre  | Café “Zombo”                                                                 | Régis Loisel                                 | Régis Loisel                   | Régis Loisel                    | Glénat             |
| novembre  | Blake et Mortimer t. 24 : Le Testament de William S.                         | Yves Sente                                   | André Juillard                 |                                 | Blake et Mortimer  |

### Comics
| Sortie   | Titre                                                                       | Scénariste                                          | Dessinateur                                    | Coloriste          | Éditeur         |
| -------- | --------------------------------------------------------------------------- | --------------------------------------------------- | ---------------------------------------------- | ------------------ | --------------- |
| janvier  | Adventure Time t. 4                                                         | Braden Lamb et Ryan North                           | Shelli Paroline                                |                    | Urban Comics    |
| janvier  | Injustice - Les Dieux Sont Parmi Nous t. 5 : Année 3 - 1ère partie          | Tom Taylor                                          |                                                |                    | Urban Comics    |
| janvier  | Superman - Action comics t. 1 : Monstres et merveilles                      | Greg Pak                                            | Aaron Kuder                                    |                    | Urban Comics    |
| janvier  | Superman/Batman t. 1                                                        | Jeph Loeb                                           | Ed McGuinness et Michael Turner                |                    | Urban Comics    |
| janvier  | Black Science t. 3 : L'Impossible Odyssée                                   | Rick Remender                                       | Scalera                                        | Dean White         | Urban Comics    |
| janvier  | Wonder Woman - Déesse de la Guerre t. 1 : Insurrection                      | Meredith Finch                                      | David Finch                                    |                    | Urban Comics    |
| janvier  | Earth Two t. 3 : L'ère des ténèbres                                         | Tom Taylor                                          |                                                |                    | Urban Comics    |
| janvier  | Superman/Wonder Woman t. 1 : Couple Mythique                                | Charles Soule                                       |                                                |                    | Urban Comics    |
| janvier  | Batman Eternal t. 4                                                         | Scott Snyder, Tim Seeley                            | Paulo Siqueira                                 |                    | Urban Comics    |
| janvier  | Descender t. 1                                                              | Jeff Lemire                                         | Dustin Nguyen                                  |                    | Urban Comics    |
| janvier  | Flash - La Légende t. 1                                                     |                                                     | Carmine Infantino                              |                    | Urban Comics    |
| janvier  | Hägar Dünor t. 1 : 1973-1974                                                | Dik Browne                                          | Dik Browne                                     |                    | Urban Comics    |
| février  | All-New Hawkeye t. 1 : Wunderkammer                                         | Jeff Lemire                                         | Ramón K. Pérez                                 | Ramón K. Pérez     | Panini Comics   |
| février  | Cable & Deadpool (en) t. 4 : Deux mutants et un couffin                     | Fabian Nicieza                                      | Reilly Brown (en), Ron Lim                     |                    | Panini Comics   |
| février  | Deadpool t. 4 (coll. « Marvel Deluxe ») : Je suis ton homme                 | Daniel Way                                          | Carlo Barberi, Bong Dazo                       |                    | Panini Comics   |
| février  | Deadpool t. 3 (coll. « Marvel Now! ») : Le Bon, la Brute et le Truand       | Gerry Duggan, Brian Posehn                          | Scott Koblish (en)                             | Val Staples        | Panini Comics   |
| février  | Deadpool t. 4 (coll. « Marvel Dark ») : Deadpool massacre Deadpool          | Cullen Bunn                                         | Salva Espín                                    | Veronica Gandini   | Panini Comics   |
| février  | Iron Fist t. 2 (coll. « Marvel Now! ») : Rédemption                         | Kaare Andrews                                       | Kaare Andrews                                  | Kaare Andrews      | Panini Comics   |
| février  | Je suis Deadpool (coll. « Marvel Anthologie »)                              | collectif                                           | collectif                                      | collectif          | Panini Comics   |
| février  | Moon Knight t. 3 (coll. « Marvel Now! ») : Croquemitaine                    | Cullen Bunn                                         | Ron Ackins, German Peralta                     | Dan Brown          | Panini Comics   |
| février  | New Avengers t. 3 (coll. « Marvel Now! ») : D’autres mondes                 | Jonathan Hickman                                    | Simone Bianchi (en), Rags Morales (en)         |                    | Panini Comics   |
| février  | Fairest t. 5 : Des trompe-l'oeil pour tous                                  | Marc Andreyko                                       | Shawn McManus                                  |                    | Urban Comics    |
| février  | Paul Dini présente Batman t. 3 : Les rues de Gotham                         | Paul Dini                                           | Collectif                                      |                    | Urban Comics    |
| février  | Superman Unchained t. 1                                                     | Scott Snyder                                        | Jim Lee et Dustin Nguyen                       |                    | Urban Comics    |
| février  | Annihilators (en)                                                           | Dan Abnett et Andy Lanning (en)                     | Tan Eng Huat (en), Timothy Green II (en)       |                    | Panini Comics   |
| février  | Ultimate Daredevil & Elektra                                                | Greg Rucka                                          | Salvador Larroca                               |                    | Panini Comics   |
| février  | Spider-Man Team-Up t. 6 : L’Intégrale 1979                                  | Chris Claremont                                     | Gene Colan, Sal Buscema, Howard Chaykin et al. | collectif          | Panini Comics   |
| février  | Buffy contre les vampires, Saison dix t. 3 : Quand l’amour vous met au défi | Joss Whedon, Christos Gage (en) et Nicholas Brendon | Rebekah Isaacs                                 | Dan Jackson        | Panini Comics   |
| février  | Les Chroniques de Conan t. 18 : Intégrale 1984 (II)                         | Michael Fleisher (en)                               | John Buscema                                   | N&B                | Panini Comics   |
| février  | Jupiter’s Legacy (en) t. 1 : Lutte de pouvoirs                              | Mark Millar                                         | Frank Quitely                                  | Peter Doherty (en) | Panini Comics   |
| février  | Über (en) t. 3 : Armes lourdes                                              | Kieron Gillen                                       | Gabriel Andrade, Daniel Gete                   | Digikore Studios   | Panini Comics   |
| février  | Sandman t. 7                                                                | Neil Gaiman                                         | Collectif                                      |                    | Urban Comics    |
| février  | Superman : Doomed t. 1                                                      | Collectif                                           | Collectif                                      |                    | Urban Comics    |
| février  | Futures End t. 3                                                            | Collectif                                           | Patrick Zircher                                |                    | Urban Comics    |
| février  | Lumberjanes t. 1 : L'ange-chat redoutable                                   | Grace Ellis et Noelle Stevenson                     | Brooke A. Allen                                |                    | Urban Comics    |
| février  | Batman & Robin t. 4 : Requiem                                               | Peter Tomasi                                        | Patrick Gleason                                |                    | Urban Comics    |
| février  | Batman : Terre un t. 2                                                      | Geoff Johns                                         | Gary Frank                                     |                    | Urban Comics    |
| février  | C'est un oiseau t. 1                                                        | Steven T. Seagle                                    | Teddy Kristiansen                              |                    | Urban Comics    |
| février  | Geoff Johns Présente Green Lantern t. 7 : Agent orange                      | Geoff Johns                                         | Collectif                                      |                    | Urban Comics    |
| février  | Low t. 1 : L'ivresse de l'espoir                                            | Rick Remender                                       | Greg Tocchini                                  |                    | Urban Comics    |
| février  | The Sixth Gun t. 6 : La chasse des skinwalkers                              | Cullen Bunn                                         |                                                |                    | Urban Comics    |
| mars     | Batman: Black and White t. 1                                                | Collectif                                           | Collectif                                      |                    | Urban Comics    |
| mars     | Dark Knight III : The Master Race t. 1                                      | Frank Miller                                        | Andy Kubert                                    |                    | Urban Comics    |
| mars     | Superman/Batman t. 2                                                        | Jeph Loeb                                           | Ed McGuinness                                  |                    | Urban Comics    |
| mars     | The Woods t. 1                                                              | James Tynion IV                                     | Michael Dialnynus                              |                    | Ankama Éditions |
| mars     | Superman : Lex Luthor t. 1                                                  | Brian Azzarello                                     | Lee Bermejo                                    |                    | Urban Comics    |
| mars     | Superman aventures t. 1                                                     | Paul Dini                                           | Rick Burchett                                  |                    | Urban Comics    |
| mars     | C.O.W.L. t. 1                                                               | Kyle Higgins                                        | ROD                                            |                    | Urban Comics    |
| mars     | Ronin t. 1                                                                  | Frank Miller                                        | Frank Miller                                   |                    | Urban Comics    |
| mars     | Les derniers jours de Superman                                              | Alan Moore                                          | Dave Gibbons                                   |                    | Urban Comics    |
| mars     | Preacher t. 3                                                               | Garth Ennis                                         | Steve Dillon                                   |                    | Urban Comics    |
| juin     | Harrow County t. 1 : Spectres innombrables                                  | Cullen Bunn                                         | Tyler Crook                                    |                    | Urban Comics    |
| octobre  | The Woods t. 2                                                              | James Tynion IV                                     | Michael Dialnynus                              |                    | Ankama Éditions |
| novembre | Harrow County t. 2 : Bis repetita                                           | Cullen Bunn                                         | Tyler Crook                                    |                    |                 |

### Mangas
| Sortie    | Titre                                 | Scénariste         | Dessinateur        | Coloriste | Éditeur         |
| --------- | ------------------------------------- | ------------------ | ------------------ | --------- | --------------- |
| février   | Chiisakobé t. 2                       | Minetarō Mochizuki | Minetarō Mochizuki | N&B       | Le Lézard noir  |
| avril     | Burning Tattoo t. 1                   | Emmanuel Nhieu     | Emmanuel Nhieu     | N&B       | Ankama Éditions |
| mai       | Je reviendrai vous voir               | Morikawa           | Morikawa           | N&B       | Akata           |
| juin      | Chiisakobé t. 3                       | Minetarō Mochizuki | Minetarō Mochizuki | N&B       | Le Lézard noir  |
| juillet   | Dédale t. 1 & t. 2                    | Takamichi          | Takamichi          | N&B       | Doki-Doki       |
| août      | Néo Faust                             | Osamu Tezuka       | Osamu Tezuka       | N&B       | FLBLB           |
| septembre | Wakfu t. 4 : L’Errance des Éliatropes | Tot, Azra          | Saïd Sassine       | N&B       | Ankama Éditions |
| septembre | Dofus t. 23                           | Tot                | Ancestral Z        | N&B       | Ankama Éditions |
| novembre  | Chiisakobé t. 4                       | Minetarō Mochizuki | Minetarō Mochizuki | N&B       | Le Lézard noir  |

### Érotique
| Sortie  | Titre                                            | Scénariste              | Dessinateur             | Coloriste               | Éditeur           |
| ------- | ------------------------------------------------ | ----------------------- | ----------------------- | ----------------------- | ----------------- |
| janvier | Anima (Druuna : Les Origines)                    | Paolo Eleuteri Serpieri | Paolo Eleuteri Serpieri | Paolo Eleuteri Serpieri | Glénat            |
| janvier | Degenerate Housewives, l’intégrale               | Rebecca Hap             | Rebecca Hap             | N&B                     | Dynamite          |
| février | Mara t. 4 : Les Larmes de l’oubli                | Cosimo Ferri            | Cosimo Ferri            | Tabou                   |                   |
| février | Blanche Neige t. 2 : La Princesse aux sept nains | Trif                    | Trif                    | Andrea Celestini        | Tabou             |
| février | Dolly Doll                                       | Alex Varenne            | Alex Varenne            | N&B                     | Tapages Nocturnes |
| mars    | Ombre & Lumière t. 6                             | Parris Quinn            | Parris Quinn            | Parris Quinn            | Dynamite          |
| mars    | Messalina, acte VI : Dernier Orgasme             | Jean-Yves Mitton        | Jean-Yves Mitton        | N&B                     | Ange              |
| avril   | Norse t. 2                                       | James LeMay             | James LeMay             | James LeMay             | Dynamite          |
| juin    | Orgies barbares t. 4                             | Erich Hartmann          | Erich Hartmann          | Erich Hartmann          | Tabou             |

## Décès
- 3 janvier : Giuseppe Laganà, dessinateur, réalisateur et scénariste italien de dessins animés né en 1944 ;
- 7 janvier : Hansrudi Wäscher, dessinateur suisse né en 1928 ;
- 11 janvier : Franco Oneta (it) ;
- 14 janvier : Shaolin, humoriste, dessinateur, animateur de radio et de télévision brésilien né en 1971 ;
- 16 mars : He Youzhi, auteur de bandes dessinées chinois, né en 1922 ;
- 2 avril : Gallieno Ferri, dessinateur italien né en 1929 ;
- 28 avril : René Hausman, illustrateur et auteur de bande dessinée belge né en 1936 ;
- 2 mai : Hubert Mounier (dit Cleet Boris), musicien, chanteur et auteur de bande dessinée français né en 1962 ;
- 5 mai : Siné, dessinateur et caricaturiste français né en 1928 ;
- 14 mai : Darwyn Cooke, dessinateur et scénariste canadien né en 1962 ;
- 4 juillet : Didier Savard, scénariste et dessinateur français né en 1950 ;
- 5 juillet : Nine Culliford, coloriste belge de bande dessinée et épouse du dessinateur Peyo, née en 1930 ;
- 9 juillet : Geneviève Castrée, auteure de bande dessinée et musicienne québécoise, née en 1981 ;
- 16 juillet : Carlos Nine, dessinateur argentin né en 1944 ;
- 27 juillet : Jack Davis, illustrateur et dessinateur américain de comics né en 1924 ;
- 27 juillet : Richard Thompson, auteur de bande dessinée et illustrateur américain né en 1957 ;
- 29 juillet : Guy Dessicy, fondateur du Centre belge de la bande dessinée né en 1924 ;
- 17 août : Víctor Mora, scénariste espagnol né en 1931 ;
- 17 septembre : Chimulus, dessinateur de presse né en 1946 ;
- 25 septembre : Fernando Puig Rosado né en 1931 ;
- 30 septembre : Ted Benoit, auteur français au style ligne claire né en 1947 ;
- 22 octobre : Steve Dillon, dessinateur de comics britannique né en 1962 ;
- 23 octobre : Jack Chick, dessinateur de bande dessinée et éditeur américain, né en 1924 ;
- 6 novembre : Marc Sleen (de son vrai nom Marcel Neels), dessinateur de presse et auteur belge de bande dessinée, né en 1922 ;
- 4 décembre : Gotlib, auteur de bande dessinée français, né en 1934 ;
- 19 décembre : Mix et Remix (de son vrai nom Philippe Becquelin), dessinateur de presse suisse, né en 1958.
- 21 décembre : Angelo Di Marco, dessinateur de presse et de bandes dessinées français, surtout connu pour ses illustrations de faits divers, né en 1927.
- 27 décembre : John Calnan, dessinateur américain né en 1932[2].